# Keserű szerelem (teleregény)
A Keserű szerelem (eredeti cím: Amor amargo) 2024 és 2025 között vetített mexikói teleregény, amit Oscar Ortiz de Pinedo alkotott. A főbb szerepekben Daniela Romo és Andrés Palacios és Ana Belena látható.
Mexikóban 2024. november 4-e és 2025. február 23-a között a Las Estrellas mutatta be, Magyarországon 2025. augusztus 4-én tűzte műsorra  az Izaura TV.

## Cselekmény
Tomás mexikói kézművesboltokat vezet, és csapatával együtt Querétaróba utazik, hogy részt vegyen az ország egyik legjelentősebb kézműves vásárán. Itt ismerkedik meg Gabriela San Joséval, egy független és önálló nővel, aki kiállítóként vesz részt a rendezvényen, egy női vállalkozókból álló csoporttal készített kézműves termékekkel. Amikor Tomás találkozik Gabrielával, meglátja benne azt a nőt, akiről mindig is álmodott, és elhatározza, hogy meghódítja. Gabriela is úgy érzi, megtalálta az ideális férfit, és habozás nélkül ad egy esélyt a kapcsolatuknak. Azt azonban egyikük sem tudja, hogy Jaime, Tomás apja volt Beatriz, Gabriela anyjának nagy szerelme.
A múltban Jaime és Beatriz osztálykülönbségek ellenére szerették egymást, ám Leonor San José, Beatriz anyja, annyira ellenezte ezt, hogy majdnem megölte Jaime-t. Végül Jaime kénytelen volt elhagyni a várost, bosszút esküdve, hogy egy nap visszatér. Amikor Tomás és Gabriela úgy döntenek, hogy egymás mellett a helyük, mindketten külön hírt kapnak: Beatriz balesetet szenvedett, ezért Gabriela kénytelen hazautazni. Nem sokkal később Tomás is kap egy hívást: apja balesetet szenvedett és meghalt.
A temetésen kiderül, hogy Jaime és Beatriz ugyanabban az autóban ültek, amely egy szakadékba zuhant. Tomás és Gabriela nem akarják elhinni, hogy ők két olyan ember gyermekei, akik valaha szenvedélyesen szerették egymást, mégis semmit sem tudtak erről a múltról. Tomás úgy dönt, Todos Los Santosban marad, hogy bosszút álljon apja haláláért. A fájdalma eluralkodik rajta, és bármit megtenne, hogy elérje a célját, ám ebben Gabriela az útjába áll, hiszen ő Leonor San José unokája, annak az asszonynak, akit Jaime a legjobban gyűlölt, és akit a történtek első számú gyanúsítottjának tartanak.

## Szereplők

### Főszereplők
| Színész            | Szereplő                  | Magyar hang        |
| ------------------ | ------------------------- | ------------------ |
| Daniela Romo       | Leonor San José           | Menszátor Magdolna |
| Andrés Palacios    | Tomás Jiménez             | Crespo Rodrigo     |
| Ana Belena         | Gabriela Miranda San José | Bogdányi Titanilla |
| Arturo Peniche     | Enrique Olivares          | Forgács Péter      |
| Cynthia Klitbo     | Beatriz San José          | Náray Erika        |
| Francisco Gattorno | Jaime Jiménez             | Galbenisz Tomasz   |
| Martha Julia       | Magdalena Murray          | Hámori Eszter      |
| Alejandro Ávila    | Guillermo San José        | Kárpáti Levente    |
| Beatriz Moreno     | Bienvenida Ruiz           | Zsurzs Kati        |
| César Évora        | Gabriel                   |                    |
| Adalberto Parra    | Israel Pérez              | Faragó András      |
| Lizy Martínez      | Vera Olivares             | Kereki Anna        |
| Ricardo Franco     | Joaquín Ardila            | Gacsal Ádám        |
| Jessica Decote     | Lucía Falcón              |                    |
| Karla Farfán       | Miriam Miranda San José   | Pekár Adrienn      |
| Karena Flores      | Eva Miranda San José      | Kántor Kitty       |
| Pedro Baldo        | Andrés Jiménez Camacho    | Czető Ádám         |
| Alejandra Procuna  | Dolores López             | Zakariás Éva       |
| Magda Karina       | Alicia Sánchez            |                    |
| Luz María Aguilar  | Delirio Valdez            | Halász Aranka      |
| Sergio Klainer     | Dr. Claudio Hernández     | Barbinek Péter     |

### Mellékszereplők
| Színész         | Szereplő           | Magyar hang       |
| --------------- | ------------------ | ----------------- |
| Julio Mannino   | Carlos Torrijos    | Láng Balázs       |
| Evangelina Sosa | Martha Guerra      | Pap Katalin       |
| Daniel Gama     | Emilio Duarte      | Seder Gábor       |
| Federico Espejo | Marlon Smith       | Czető Roland      |
| Flora Fernández | Gloria Salvatierra | Bérczes Gabriella |
| Arturo Posada   | Paulo Martínez     | Varga Rókus       |
| Eva Daniela     | Catalina Olivares  | Laudon Andrea     |
| Armando Andrade | Juan Pedro Guerra  | Bogdán Gergő      |
| Alain Said      | Gil Santos         | Ungvári Gergő     |

## A sorozat készítése
2024. június 10-én arról számoltak be, hogy Pedro Ortiz de Pinedo megkezdte következő teleregényének, a Keserű szerelem női főszereplőjének szereplőválogatását. A szereplőgárda tagjaként megerősítették Andrés Palaciost, Martha Juliat és Valeria Masinit is. 2024. július 15-én hivatalosan is bejelentették, hogy Ana Belena alakítja a női főszereplőt, míg Daniela Romo és Arturo Peniche a történet főgonoszai lesznek. A forgatás 2024. július 31-én kezdődött, ekkor a többi szereplőt is nyilvánosságra hozták.

## Évados áttekintés
| Évad | Évad | Epizód | Eredeti sugárzás  | Eredeti sugárzás  | Eredeti adó | Magyar sugárzás    | Magyar sugárzás | Magyar adó |
| Évad | Évad | Epizód | Évadpremier       | Évadfinálé        | Eredeti adó | Évadpremier        | Évadfinálé      | Magyar adó |
| ---- | ---- | ------ | ----------------- | ----------------- | ----------- | ------------------ | --------------- | ---------- |
|      | 1    | 82     | 2024. november 4. | 2025. február 23. |             | 2025. augusztus 4. |                 |            |